# Faan Rautenbach
Stefanus Johannes Rautenbach, detto Faan (Bethlehem, 22 febbraio 1976), è un ex rugbista a 15 sudafricano, in carriera attivo nel ruolo di pilone.

## Biografia
Debuttante in Currie Cup nelle file del Western Province, passò poi professionista nella relativa franchise di Super Rugby, gli Stormers.
Esordì negli Springbok nel giugno 2002 in occasione di un test match a Bloemfontein contro il Galles, e un anno più tardi fu incluso nella selezione che prese parte alla Coppa del Mondo di rugby 2003 in Australia.
Internazionale fino al 2004, nel 2005 si trasferì in Inghilterra ai London Irish; nel marzo 2011 firmò la sua ultima estensione del suo contratto, terminato nel giugno 2012, cui ha fatto seguito il ritiro del giocatore.
Vanta anche un invito nei Barbarians nel 2004, in occasione di un incontro con un XV della Nuova Zelanda.